# Hans Gerhard Stockinger
Hans Gerhard Stockinger (* 22. April 1950 in Schweinfurt; † 2. September 2013 ebenda) war ein bayerischer Politiker (CSU). Von 1990 bis 2008 gehörte er als Abgeordneter dem Bayerischen Landtag an.

## Ausbildung und Beruf
Hans Gerhard Stockinger war nach dem Studium der Rechtswissenschaften 1977 bis 1982 wissenschaftlicher Referent der Hanns-Seidel-Stiftung. Dort engagierte er sich auch im Betriebsrat und war Betriebsratsvorsitzender. 1982 bis 1987 wirkte er als Professor an der Katholischen Fachhochschule Nordrhein-Westfalen in Köln. 1987 bis 1990 war er Professor an der Fachhochschule Würzburg-Schweinfurt im Fachbereich Sozialwesen. Seit seinem Ausscheiden aus dem Bayerischen Landtag arbeitete Stockinger wieder als Hochschullehrer in Würzburg.
Hans Gerhard Stockinger war römisch-katholisch, verheiratet und hatte drei Kinder.

## Politik
Hans Gerhard Stockinger war Mitglied der CSU und war seit 1987 Kreisvorsitzender CSU Schweinfurt-Stadt und Mitglied des Bezirksvorstands Unterfranken. Für seine Partei war er 1978 bis 1990 und 1996 bis 2008 Mitglied des Stadtrats der Stadt Schweinfurt. Dort war er 1986 bis 1990 stellvertretender Fraktionsvorsitzender.
Seit dem 23. Oktober 1990 war Stockinger Mitglied des Landtags. Dort war er Mitglied des Ausschusses für Hochschule, Forschung und Kultur, Vorsitzender der Datenschutzkommission und Medienpolitischer Sprecher seiner Fraktion. Bei der Landtagswahl 2008 konnte er als Listenkandidat des Bezirks Unterfranken aufgrund der hohen Stimmverluste der CSU nicht wieder in den Landtag einziehen. Stockinger war nach wie vor Vorsitzender der CSU-Filmkommission.

## Sonstige Ämter
Hans Gerhard Stockinger war Vorsitzender der DJK Schweinfurt und Mitglied im Rundfunkrat des Bayerischen Rundfunks.